# Franz-Peter Weixler
Franz-Peter Weixler (* 31. August 1899 in München; † 23. April 1971 in Bad Reichenhall) war ein deutscher Fotograf und Kriegsberichterstatter. Bekannt wurde er durch seine Fotos von Geiselerschießungen auf Kreta im Zweiten Weltkrieg.

## Erste Jahre
Nach dem Besuch der Realschule studierte Weixler Bankwissenschaften an der Handelshochschule Berlin. CSU-Protokolle weisen aus, dass Weixler einer christlichen Gewerkschaft angehörte und im katholischen Vereinswesen tätig war.
Nach seinem Kriegsdienst im Ersten Weltkrieg schloss er sich 1919 dem Freikorps Epp an, das zu diesem Zeitpunkt an der Niederschlagung der Münchner Räterepublik beteiligt war. Von 1922 bis 1924 arbeitete er in Berlin bei der Creditbank für Industrie und Landwirtschaft. Anschließend war er bis 1926 als Direktor der Reichsbundbank AG und von 1926 bis 1930 als Mitinhaber der Baukommandite Weixler & Co in Berlin tätig. Ab 1930 leitete er die Filiale der Preußischen Landespfandbriefanstalt in München.

## Zeit des Nationalsozialismus
1933 wurde Weixler Mitglied der NSDAP und der SS. 1934 wurde er dort aus politischen Gründen ausgeschlossen und beteiligte sich an Widerstandsgruppen. 1934 wurde er verhaftet. Ein Sondergerichtsverfahren gegen ihn wurde im Zuge einer Amnestie eingestellt. 1937 verlor er ebenfalls aus politischen Gründen seinen Posten bei der Bank und arbeitete von 1937 bis 1939 freiberuflich als Fotograf und Autor.
1939 kam er als Kriegsberichterstatter zur deutschen Wehrmacht und nahm am Balkanfeldzug 1941 mit der Luftlandeschlacht um Kreta teil. Neben seiner normalen Kamera arbeitete er zusätzlich mit einer stereoskopischen Kamera und benutzte zeitweise damals noch seltene Farbfilme. Kriegsberichterstattern war die Aufgabe zugedacht, dem nationalsozialistisch geführten Propagandaministerium Fotos zu liefern, die ausschließlich ein positives, möglichst heroisches Bild der deutschen Sicht des Krieges zeichneten. Franz-Peter Weixler hielt sich nicht unbedingt daran.

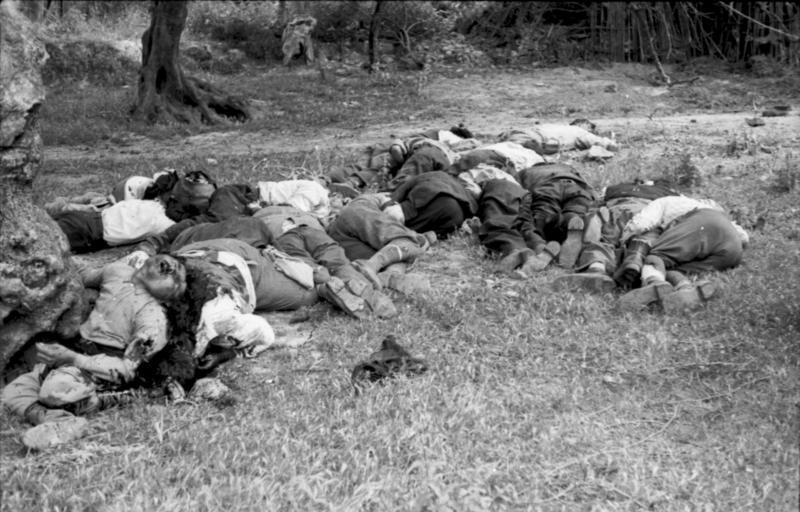
Die Toten von Kondomari. Foto: F. P. Weixler

Am 2. Juni 1941 dokumentierte er mit einer Fotoserie die als Vergeltungsmaßnahme angeordnete Erschießung von 23 männlichen griechischen Zivilisten in dem kleinen kretischen Dorf Kondomari durch deutsche Soldaten. Wie Weixler in seinem Bericht vom 11. November 1945 schreibt, waren kurz zuvor in unmittelbarer Nähe des Dorfes die Leichen von zwei deutschen Soldaten aufgefunden worden, eine davon war nackt und bereits halb verwest. Auch wurde im Dorf die Uniformjacke eines Fallschirmjägerleutnants mit einem Einschussloch im Rücken entdeckt. Auch dies wurde fotografisch dokumentiert.
Derartige Fotos zu erstellen und noch dazu unzensiert Unbefugten zu zeigen, galt als Wehrkraftzersetzung und sollte nach damaligem Kriegsrecht mit dem Tode bestraft werden. Weixler wurde denunziert, verhaftet und im März 1944 unter dem Vorwurf Hochverrat und fortgesetzte Wehrkraftzersetzung ins Münchner Gefängnis Neudeck verbracht. Nachdem diesbezügliche Akten während der Kriegsereignisse verbrannt waren, verzögerte sich der Prozess bis zum Kriegsende und der Fotograf entging einer Verurteilung.

## Nach dem Kriegsende
Im November 1945 übergab Franz-Peter Weixler eine schriftliche Zeugenaussage und seine dokumentarischen Fotos der Exekutionen von Kondomari dem Gericht der Nürnberger Kriegsverbrecher-Prozesse.
In seinem Wohnort Krailling gehörte er zu den Gründungsmitgliedern der örtlichen Union CSU. Er starb am 23. April 1971 in Bad Reichenhall.
Das Deutsche Historische Museum in Berlin verwahrt rund eintausend Fotos von Weixler, die das gesamte Spektrum seiner Arbeiten zeigen.

## Publikationen
- Anno Santo 1950. Raumbild-Verlag, Oberaudorf a. Inn 1950.
- Damals und heute an der Westfront. Verlag Scherl, Berlin 1938.